# Cmentarz Sobieszewski
Cmentarz Sobieszewski – cmentarz komunalny w Gdańsku, na Wyspie Sobieszewskiej o powierzchni 2,42 ha, położony przy ul. Turystycznej 2.

## Historia
Cmentarz powstał około 1880 roku na potrzeby gminy ewangelickiej Sobieszewa. W latach 1947–1973 funkcjonował jako katolicki cmentarz parafii Matki Bożej Saletyńskiej. Cmentarz komunalny od momentu włączenia Wyspy Sobieszewskiej w granice Gdańska w 1973 roku. Został powiększony w 1992 r. Znajdują się tutaj nagrobki tragicznie zmarłych rybaków łodziowych z drugiej połowy lat 40. XX wieku.